# Chamaco
Chamaco (Originaltitel: Killer Kid) ist ein Italowestern aus dem Jahr 1967, den Leopoldo Savona mit Anthony Steffen in der Hauptrolle inszenierte. Der Film kam am 20. Mai 1968 in die deutschsprachigen Kinos.

## Handlung
Der US-Armeeoffizier Morris wird damit beauftragt, die illegalen Waffenschiebereien an der mexikanischen Grenze zu unterbinden. Um sich an die darin verwickelten Leute heranzumachen, nimmt er die Identität eines gefürchteten Pistolenhelden, Killer Kid (in der deutschsprachigen Version Chamaco), an. In dieser Rolle trifft er auf viele mexikanische Landarbeiter unter dem Führer El Santo, deren Schicksal ihn beeindruckt,  und auf Mercedes Hernandez, in die er sich verliebt, so dass er die Seiten wechselt und die Revolution unterstützt.

## Kritik
Das Lexikon des internationalen Films, Genrefilmen gegenüber recht kritisch, urteilte in diesem Fall: „Atmosphärisch dichter, spannender Italowestern.“ Dagegen empfand die italienische Kritik: „Das ist eine nach dem üblichen Western-Schema erzählte Geschichte, deren historische Bezüge beliebig bleiben. Das ganze Unternehmen überschreitet in nichts die Mittelmäßigkeit.“ Christian Keßler und Ulrich P. Bruckner ordnen den Film als guten Action-Durchschnitt ein.

## Synchronisation
Anthony Steffen wird von Harald Leipnitz, Fernando Sancho von Bum Krüger gesprochen.

## Bemerkungen
Einer von mehreren Filmen des Western-Genres mit der Hauptrollen-Besetzung Anthony Steffen und Fernando Sancho.
Vom Film existierten unterschiedlich lange Fassungen; die italienische und deutsche war 88 Minuten, die französische 100 und die wohl weltweit längste 103 Minuten lang. Letztere liegt auf DVD bei Koch Media vor.
Gedreht wurde in den Elios-Studios und in der Cinecittà.